# 花山院忠経
花山院 忠経（かさんのいん ただつね）は、平安時代末期から鎌倉時代初期にかけての公卿。花山院家5代当主。
左大臣・藤原兼雅の長男。官位は正二位・右大臣、右近衛大将。花山院右大臣と号する。

## 経歴
※ 以下、『公卿補任』、『尊卑分脈』の内容に従って記述する。
- 承安5年（1175年）4月7日、叙爵。
- 治承元年（1177年）12月29日、侍従に任ぜられる。この日の夜に元服し、昇殿を許される。
- 治承3年（1179年）4月11日、従五位上に昇叙。同日、禁色を許される。
- 治承5年（1181年）3月26日、土佐権介を兼ねる。
- 寿永2年（1183年）1月7日、正五位下に昇叙。
- 元暦2年（1185年）1月6日、従四位下に昇叙。侍従は元の如し。
- 文治3年（1187年）1月23日、右中将に任ぜられる。[1]
- 文治4年（1188年）1月6日、従四位上に昇叙。同年10月14日、左中将に転任。[2]
- 文治5年（1189年）1月5日、正四位下に昇叙。同月18日、伊予介を兼ねる。また同年7月10日、従三位に叙される。左中将は元の如し。[3]
- 文治6年（1190年）1月24日、越中権守を兼ねる。
- 建久2年（1191年）1月5日、正三位に昇叙。
- 建久4年（1193年）12月9日、参議に任ぜられる。中将は元の如し。
- 建久5年（1194年）1月30日、讃岐権守を兼ねる。
- 建久6年（1195年）4月7日、従二位に昇叙。
- 建久8年（1197年）1月30日、権中納言に任ぜられる。同年2月17日には勅授帯剣を許される。
- 建久9年（1198年）4月23日、大嘗会の検校を務め、同年12月9日には皇后宮大夫を兼ねる。
- 正治元年（1199年）6月22日、中納言に転正。
- 正治2年（1200年）3月6日、権大納言に任ぜられる。同年4月15日、春宮大夫を兼ねる。同年7月18日に父兼雅が薨去したため喪に服し、10月11日に復任した。
- 正治3年（1201年）1月29日、正二位に昇叙。
- 建仁2年（1202年）11月3日、右近衛大将を兼ねる。[4]
- 元久2年（1205年）11月24日、大納言に転正。
- 元久3年（1206年）3月28日、内大臣に任ぜられる。右大将は元の如し。
- 建永2年（1207年）2月10日、右大臣に転任。同年4月10日、右大将を辞した。
- 承元2年（1208年）5月28日、上表して右大臣を辞した。
- 建保元年（1213年）12月22日、出家。
- 寛喜元年（1229年）8月5日、薨去。

## 系譜
- 父：藤原兼雅
- 母：平清盛の次女
- 妻：一条保子 - 一条能保の娘
  - 長男：花山院忠頼（1199年 - 1213年）
  - 男子：花山院忠輔
  - 三男：花山院定雅（1218年 - 1294年）
  - 女子：藤原経子 - 頼仁親王妃
- 妻：葉室宗行の娘
  - 男子：花山院経雅（? - 1225年）
  - 四男：花山院師継（堀河師継）（1222年 - 1281年）
- 養子
  - 男子：花山院宣経（1203年 - ?） - 五辻家経の三男